# S.T.A.L.K.E.R.: Zew Prypeci
S.T.A.L.K.E.R.: Zew Prypeci (ukr. S.T.A.L.K.E.R.: Поклик Прип'яті, trb. S.T.A.L.K.E.R.: Pokłyk Prypjati; ang. S.T.A.L.K.E.R.: Call of Pripyat) – trzecia część serii gier komputerowych S.T.A.L.K.E.R, stworzona przez studio GSC Game World i wydana przez bitComposer Games w 2009 roku. Gra wykorzystuje silnik X-Ray w wersji 1.6.

## Fabuła
Akcja gry S.T.A.L.K.E.R.: Zew Prypeci dzieje się tuż po wydarzeniach z Cienia Czarnobyla. Gracz wciela się w majora Diegtiariowa – agenta SBU, którego zadaniem jest poznać przyczynę katastrofy śmigłowców wojskowych wysłanych w celu wzięcia Czarnobylskiej Elektrowni Jądrowej pod stałą kontrolę oraz zdobycie jak najwięcej informacji o sytuacji w zonie.
Wydarzenia gry dzieją się w takich miejscach, jak miasto Prypeć, stacja kolejowa Janów, opuszczona fabryka Jupiter, czy wysiedlona wioska Kopaczi. Wątkiem głównym w grze jest poszukiwanie przyczyn katastrofy śmigłowców przez majora Diegtiariowa. W trakcie gry, podczas badania wraków helikopterów, rozmów ze stalkerami, pułkownikiem Kowalskim i porucznikiem Sokołowem, gracz poznaje szczegóły losów wszystkich śmigłowców i dociera do centrum zony.

## Rozgrywka
Gra ma cechy zarówno first-person shooterów, jak i komputerowych gier fabularnych. Widok wirtualnego świata jest oglądany z perspektywy pierwszej osoby. Gracz może wchodzić w interakcję z bohaterami niezależnymi, którzy mogą dostarczyć mu przydatnych podczas gry informacji, zlecić misję lub zaoferować różnego rodzaju usługi.
Gdy postać gracza zostanie zaatakowana, uderzy się lub oparzy, spada jej poziom zdrowia. Może je uzupełnić za pomocą apteczek, artefaktów lub leczniczych pancerzy i hełmów.
Kiedy gracz się porusza, spada jego poziom energii. Im bardziej jest obciążony lub głodny, tym szybciej się męczy, co powoduje spowolnienie lub brak możliwości ruchu. Limit obciążenia wynosi 50 kg.
W grze zauważalne są zmiany pogody i cykl dobowy. Niektóre zadania poboczne można wykonać jedynie o określonej porze doby.
W stosunku do poprzednich części serii wprowadzono wiele zmian w rozgrywce. Emisje znacznie wpływają na świat gry, np. zmieniają rozmieszczenie artefaktów. Rozbudowano interfejs oraz ulepszono sztuczną inteligencję (mutanty potrafią uciekać, jeśli nie widzą szansy na wygraną z graczem). Dodano do gry możliwość snu i kontynuacji gry w trybie freeplay po ukończeniu fabuły.

## Zapowiedź
30 kwietnia 2009 roku GSC Game World ogłosiło, że prowadzone są prace nad kolejną grą z serii S.T.A.L.K.E.R.

## Polskie wydanie
W przeciwieństwie do dwóch poprzednich części wydanych przez CD Projekt, wydawcą gry S.T.A.L.K.E.R.: Zew Prypeci w Polsce jest Cenega Poland. W celu zachowania ciągłości serii, polski wydawca zdecydował się zachować specyficzną dla serii S.T.A.L.K.E.R. formę tłumaczenia, wykorzystując znanego z poprzednich części lektora Mirosława Uttę.

## Galeria

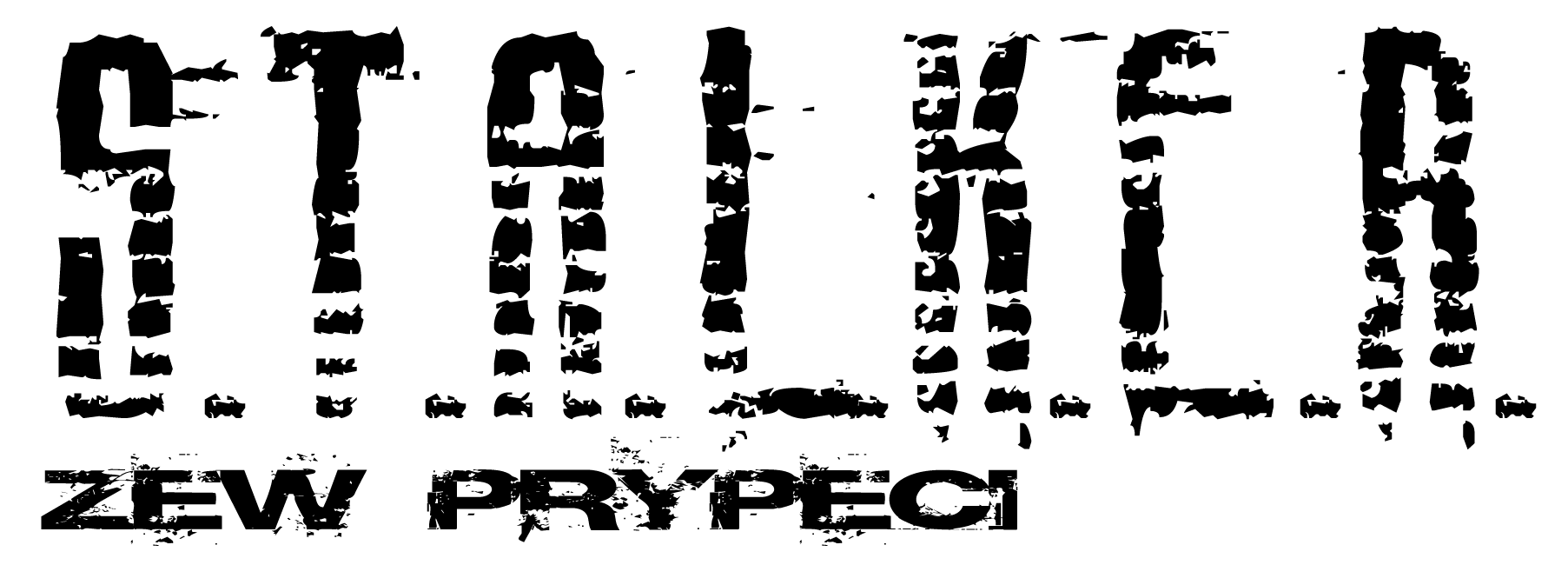
Logo gry
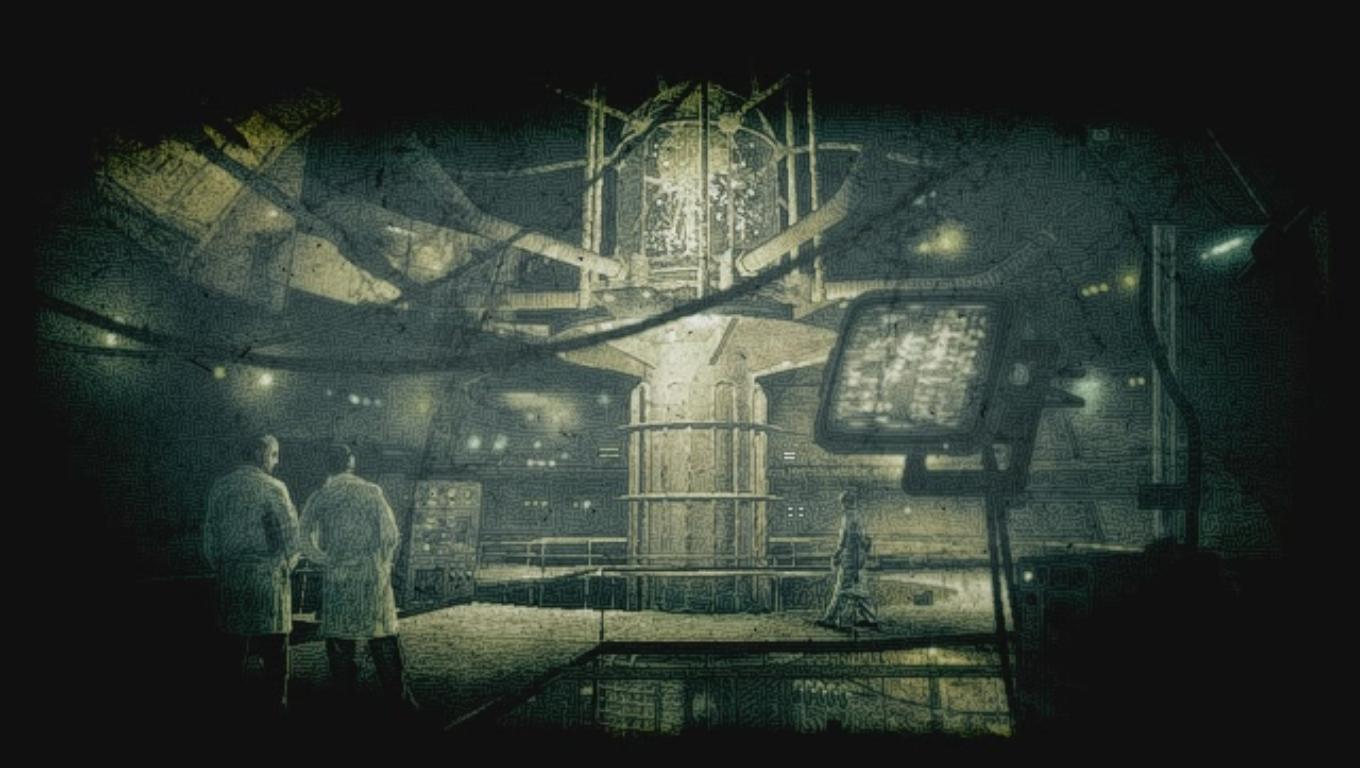
Screen z intro gry – laboratorium X16
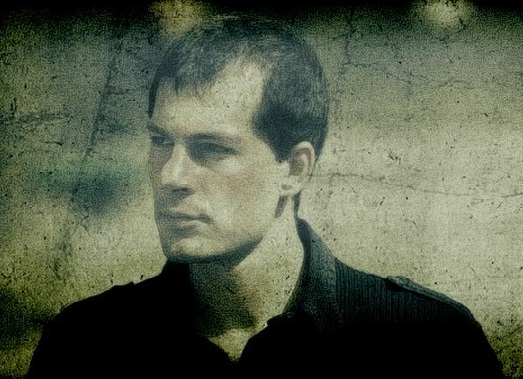
Główny bohater – major Diegtiariow
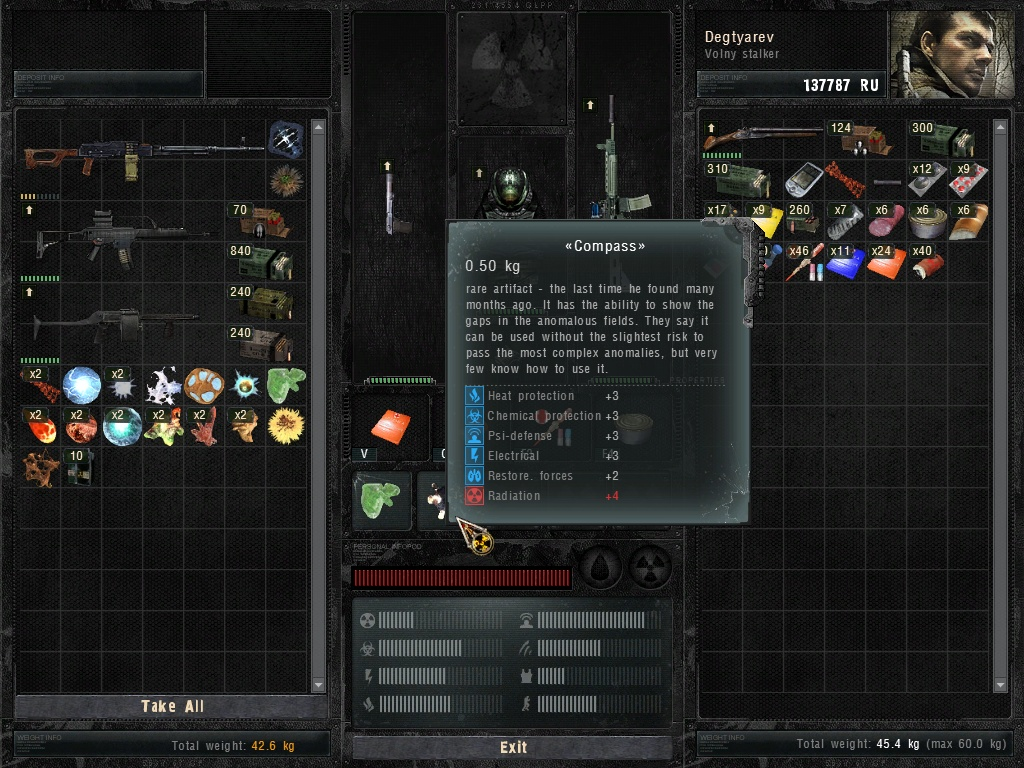
Widok ekwipunku w grze